# Maria-Magdalenen-Kirche (Bad Bramstedt)

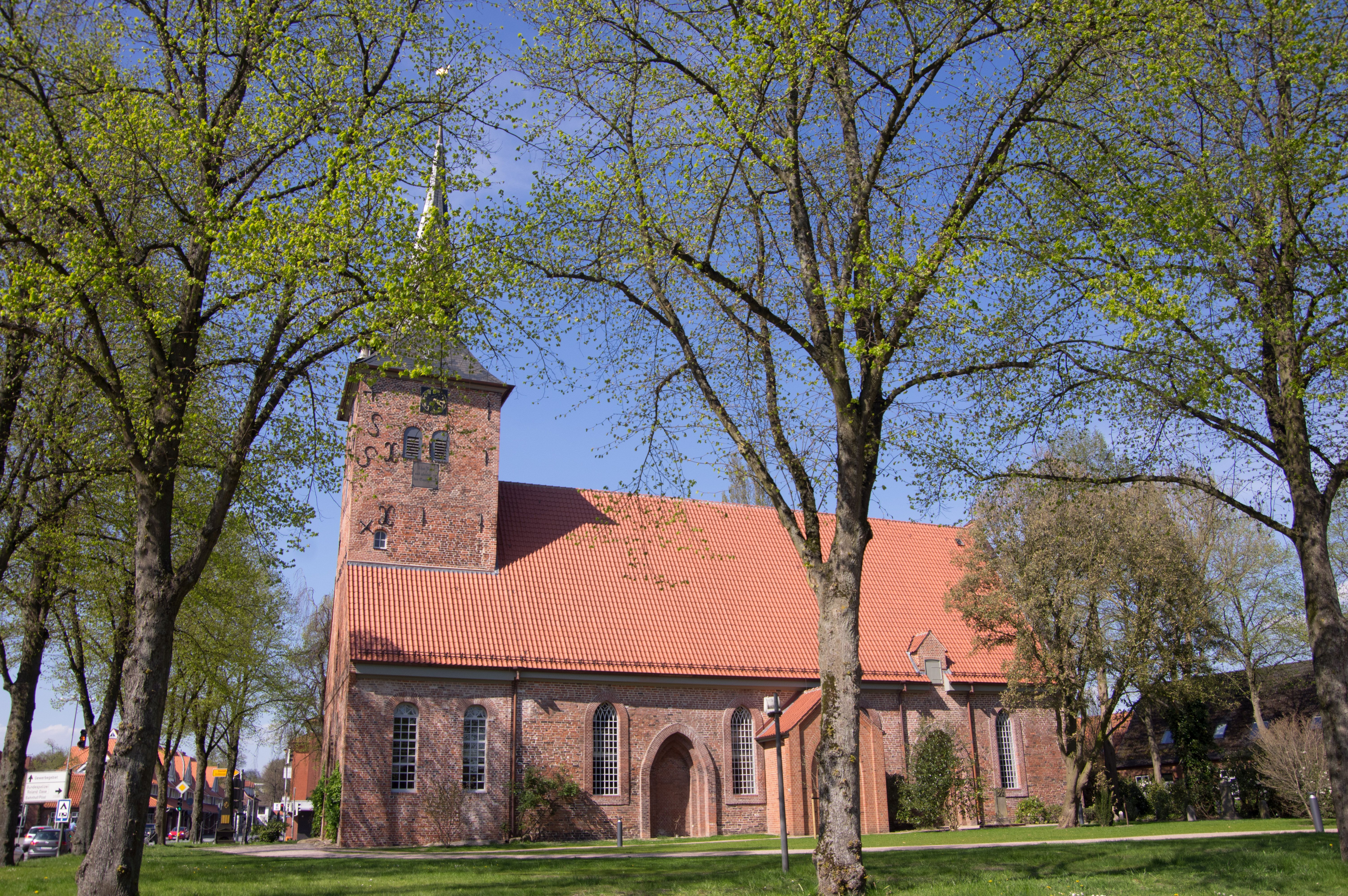
Südfassade

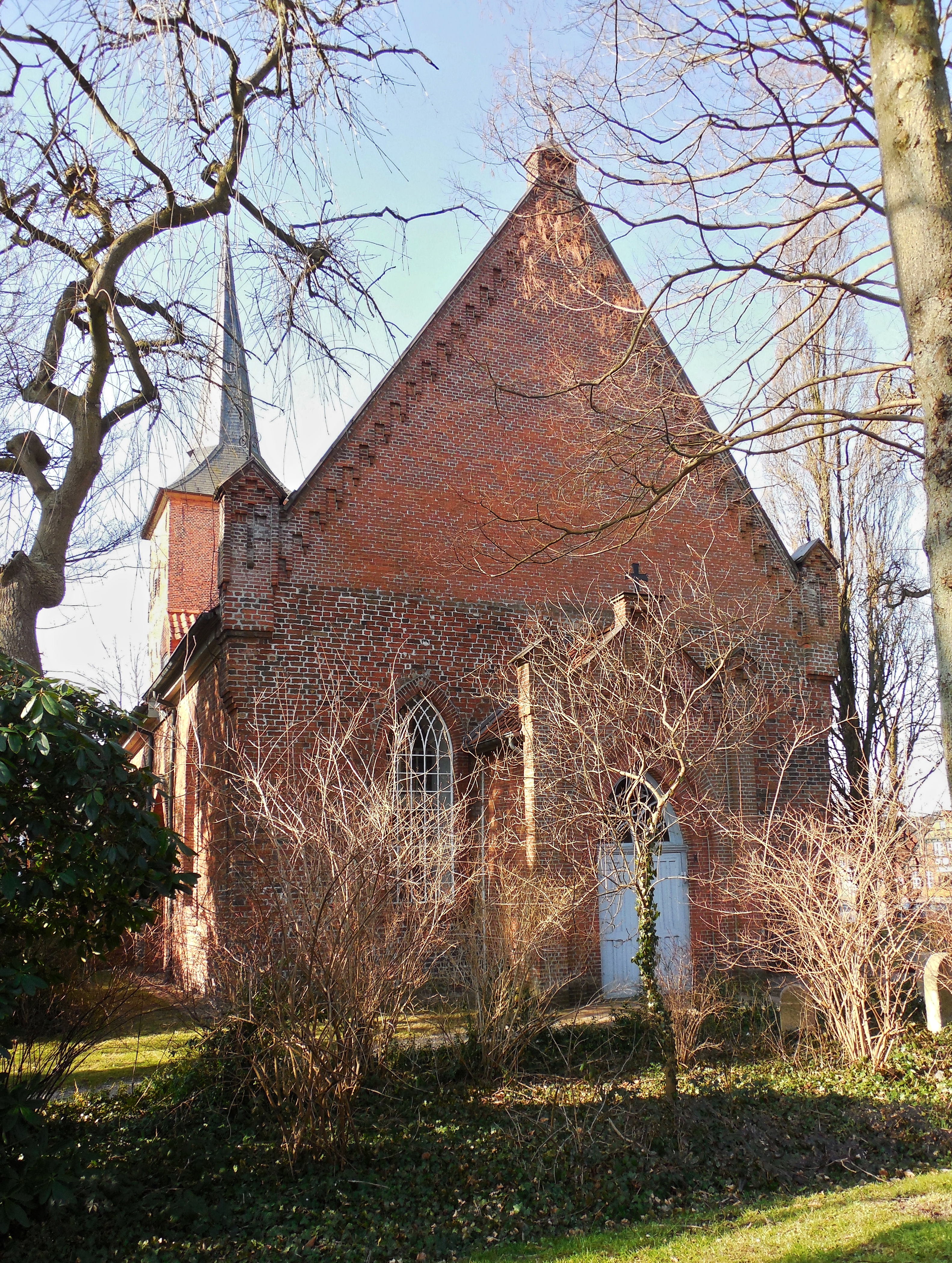
Ostgiebel

Die Maria-Magdalenen-Kirche im Zentrum von Bad Bramstedt ist die einzige evangelisch-lutherische Kirche im Ort. Sie steht auf einem großzügig bemessenen Platz im Ortszentrum, der bis 1856 der Friedhof des Ortes war.

## Bau und Geschichte
Das Kirchspiel von Bramstedt wurde erstmals 1316 urkundlich erwähnt. Weitere Quellen zur Entstehung der Kirche oder Hinweise in der Bausubstanz fehlen. Der verwendete Bautyp der Kirche passt gut in die Zeit des späten 13. Jahrhunderts. Die heutige Saalkirche aus rotem Backstein stammt im Kern wohl aus dem späten 13. oder frühen 14. Jahrhundert. Sie ist eines der wenigen Beispiele für aus Backstein neu errichtete Kirchen außerhalb der städtischen Zentren in Holstein.
Die ältesten Teile sind die von außen nicht sichtbaren romanischen Granitfundamente und die vermauerten Spitzbogenportale der Südseite. Ein erster Ausbau mit einem neuen Dach fand 1513 statt. Die umfangreichste Erweiterung erfuhr die Kirche von 1635 bis 1636, als man das Kirchenschiff nach Westen verlängerte und den hohen Backsteinturm errichtete. Im unteren Teil des Turms entstand ein repräsentativer Vorraum für das Kirchenschiff. 1647 wurde der Turm durch Blitzschlag stark beschädigt und stürzte 1648 während eines Sturms auf das Kirchendach. Er wurde zwar umgehend repariert, zeigte in den folgenden Jahrhunderten jedoch immer wieder konstruktive Schwächen. Es sind diverse Sanierungen und Konstruktionsänderungen am Turm belegt, so unter anderem in den Jahren 1668, 1691, 1701, 1738, 1838 und 2014.
Alle Fenster und der Ostgiebel mit seinem auffälligen Zugang zur Sakristei wurden 1878 im neugotischen Stil erneuert. Der südliche Anbau stammt aus dem 20. Jahrhundert.

## Ausstattung

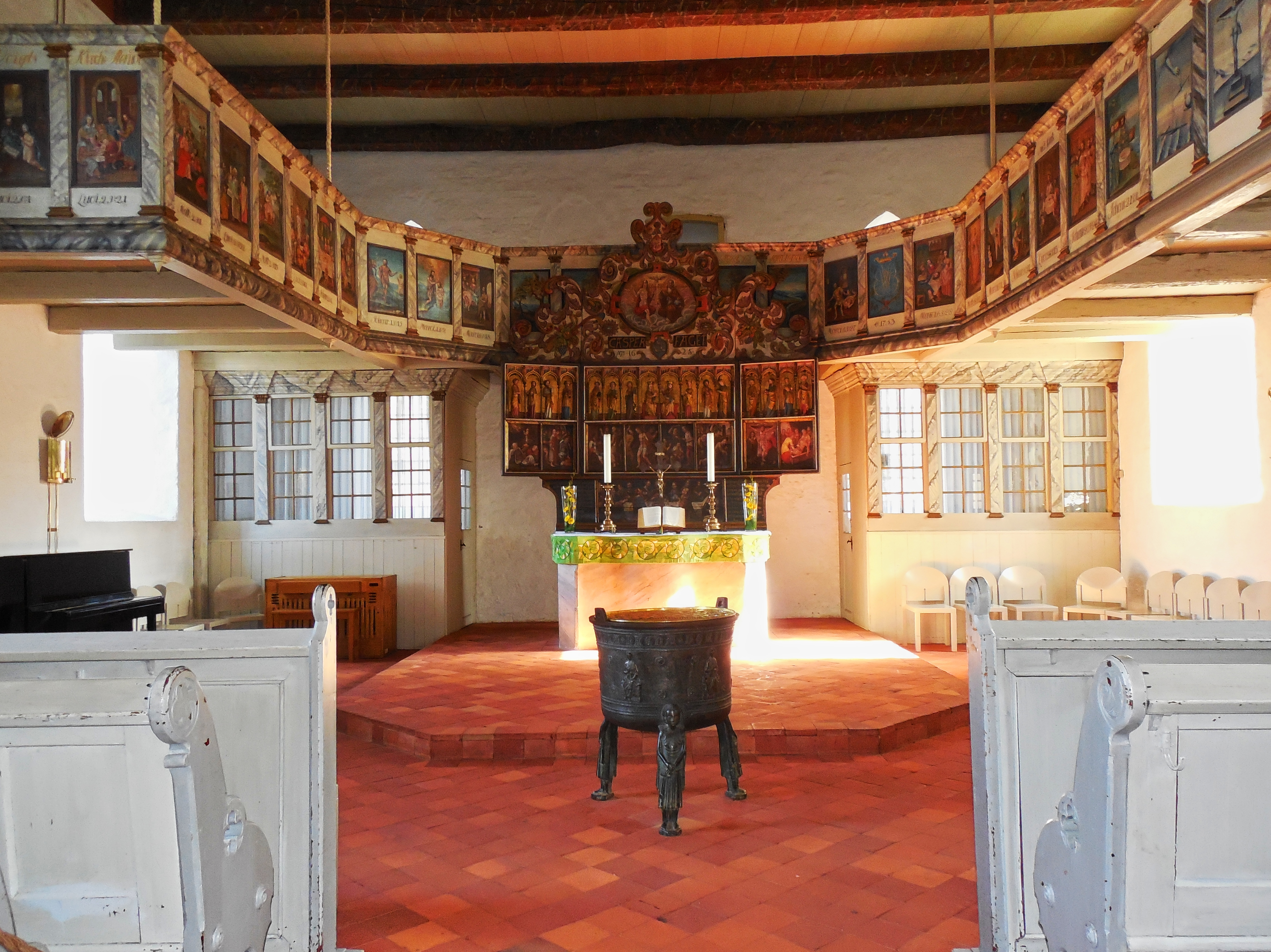
Innenraum mit Altar, Tauffünte und Ostempore

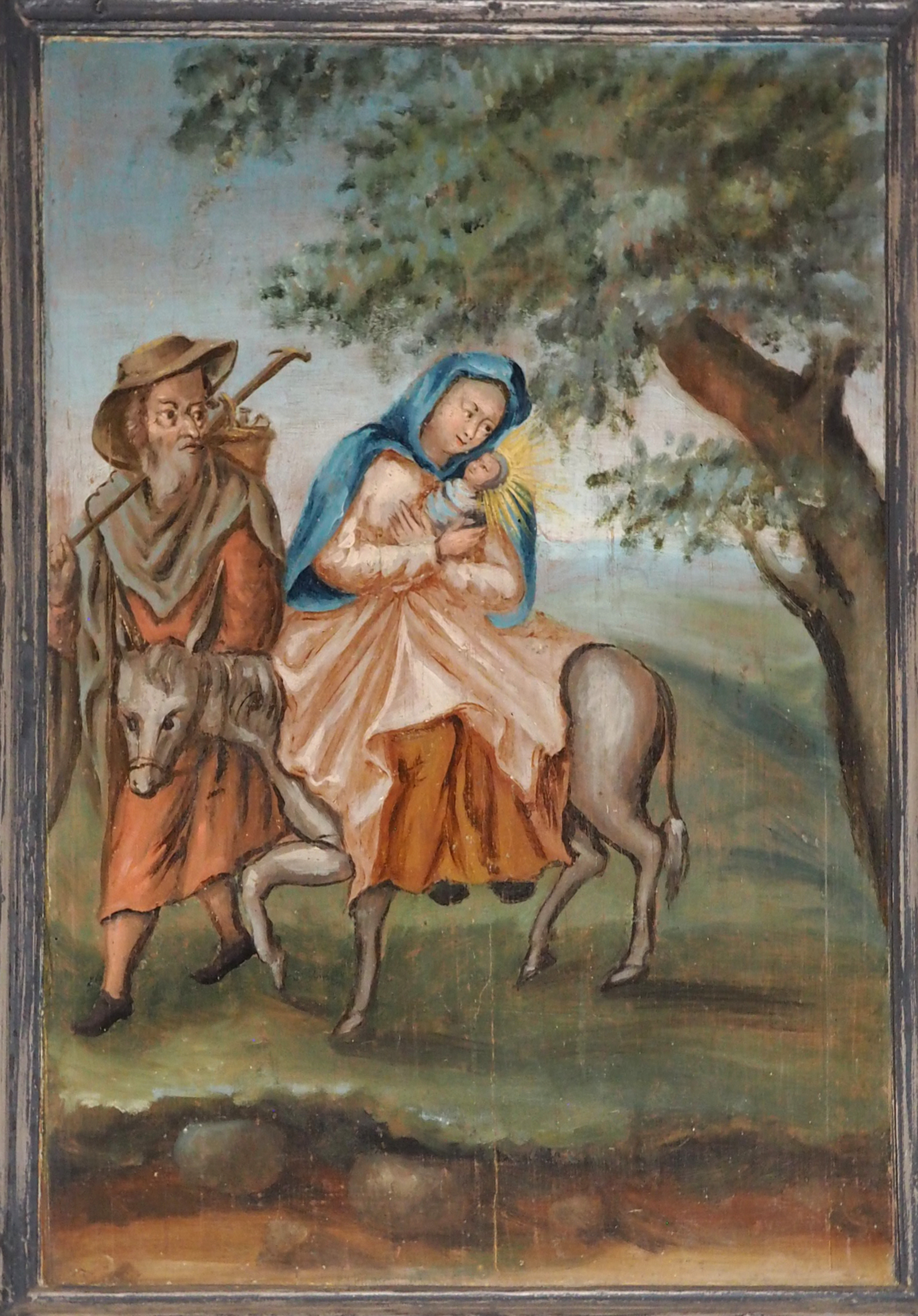
Ostempore 1. Hälfte des 17. Jahrhunderts

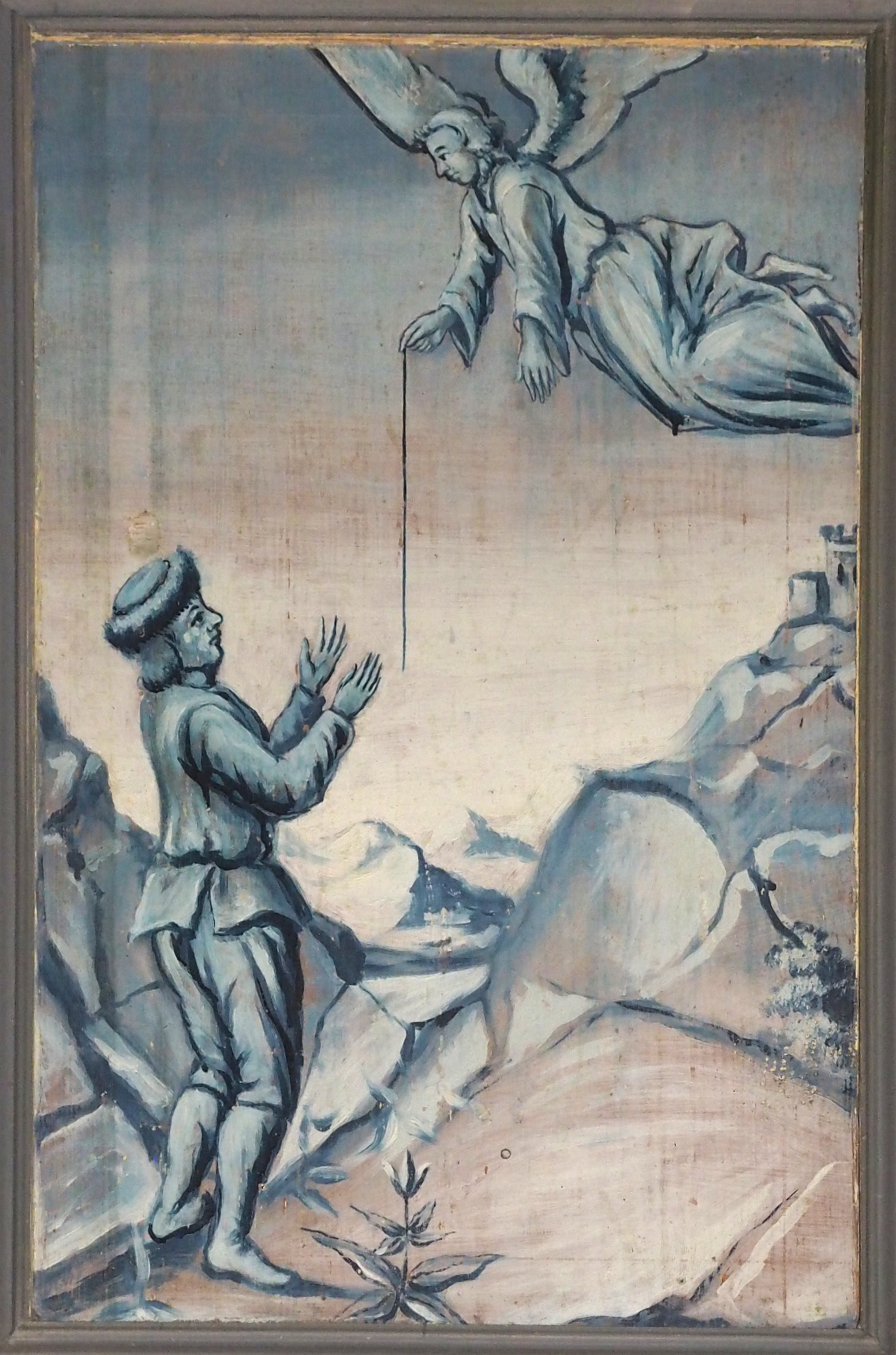
Südempore 18.Jahrhunderts

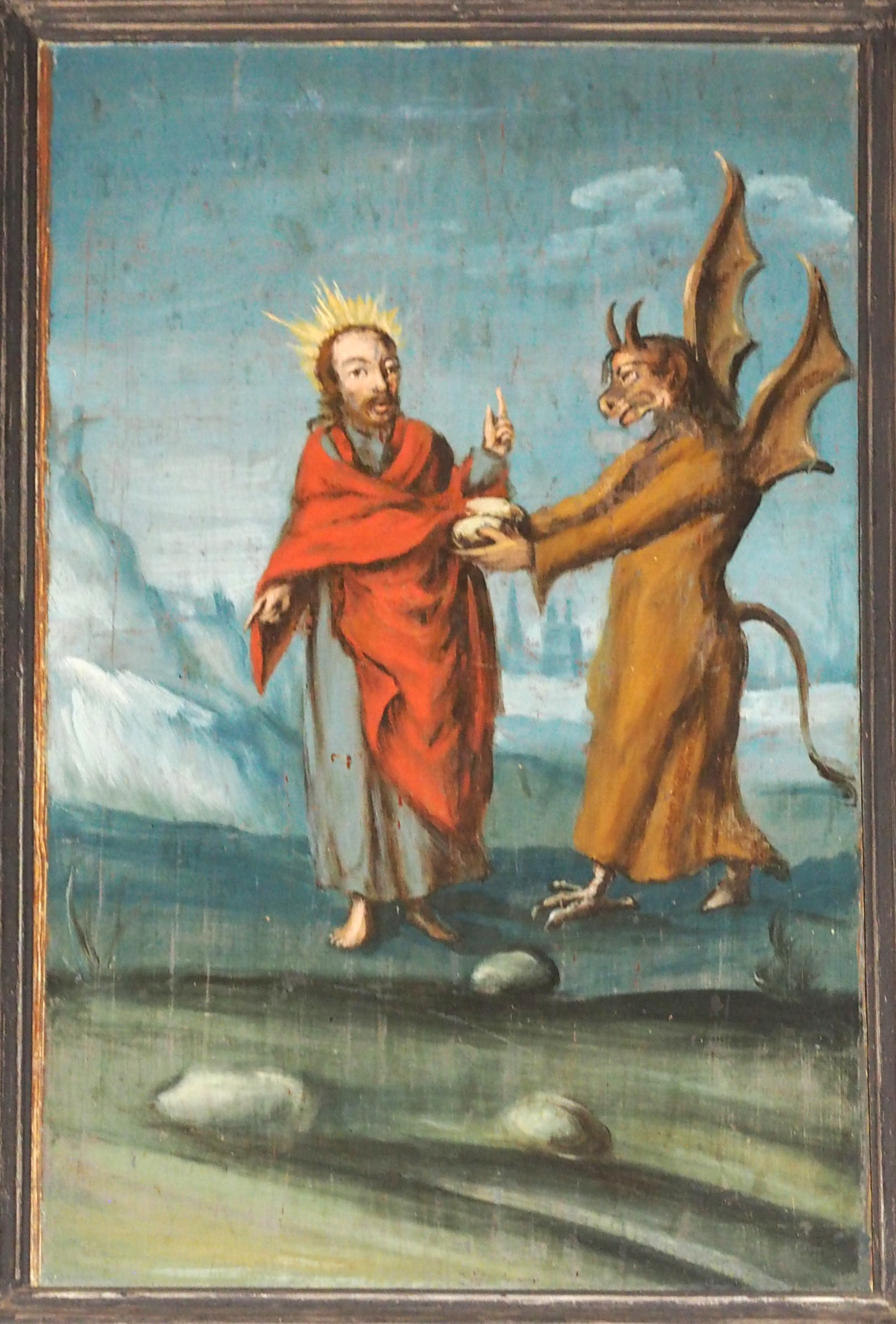
Südempore Malerei von 1762

In der Bad Bramstedter Kirche gibt es verschiedene Reihen von Brüstungsmalereien. Die Bilder wurden 1881 übertüncht und 1989 durch den Restaurator Alwin Beetz wieder freigelegt und restauriert.
An der älteste Empore in der Bad Bramstedter Kirche, die sich im Osten U-förmig um den Altar herum befindet, findet sich ein Zyklus aus der 1. Hälfte des 17. Jahrhunderts mit 24 Tafeln, die Szenen zum Leben Jesu und Johannes dem Täufer zeigen. Auf die Darstellung der Passion wurde verzichtet. Sie ist aber auf dem Altarretabel zu sehen.
An der Südempore findet man einen weiteren Zyklus mit 12 Tafeln zu den Wundertaten und Gleichnissen Christi aus dem Jahr 1762.
Zwischen diesen beiden Zyklen befinden sich zwölf emblatischer Bilder, die vermutlich im 18. Jahrhundert entstanden sind und zu einem größeren Zyklus gehörten. Sie wurden vermutlich bei der Erweiterung der Empore dort eingesetzt.
Die historischen Zyklen wurden 2003 mit drei zeitgenössischen Bildern von Eugen und Elena Trubatschow ergänzt.
Die Orgelempore wurde 1845 mit dem Einbau der heutigen Orgel ergänzt.
Der Holzbalkendecke des Innenraums zeigt noch Reste der Ausmalung von 1732, die offenbar auch diverse Rundbilder auf den Fensterseiten umfasste.
Das älteste Ausstattungsstück ist die bronzene Tauffünte aus dem 13. Jahrhundert. Der Kessel wird von drei männlichen Figuren getragen und ist mit diversen Christusfiguren, Evangelistensymbolen und einer Inschrift im oberen Teil geschmückt. Auf der Fünte finden sich zwar Gießerzeichen, diese konnten aber bisher keiner konkreten Werkstatt zugeordnet werden. Als neuere Erweiterung besitzt die Fünte zwei Taufschüsseln aus Messing, die in die Fünte eingehängt werden können. Die größere stammt aus dem Jahr 1646, die kleinere aus dem Jahr 1663.
Der Altar ist etwas neuer, seine ältesten Teile wurden im 14. Jahrhundert gefertigt. Diese bilden heute den Mittelteil, in dem Maria und Christus thronend und von stehenden Heiligenfiguren umgeben dargestellt sind. 1625 wurde der Altar umgestaltet, die gemalten Passionsszenen im unteren Teil ersetzten die ursprünglich dort vorhandene zweite Reihe von Heiligenfiguren, der geschnitzte Aufsatz mit der Darstellung der Dreieinigkeit und die Abendmahlsszene in der Predella kamen hinzu.
Die an der Nordwand stehende hölzerne Kanzel wird ebenfalls auf 1625 datiert und wurde in den Jahren 1680 und 1879 restauriert. Bei der letzten Restaurierung wurde dem Zeitgeschmack entsprechend einiger Bilder- und Figurenschmuck entfernt und durch schlichteres Schnitzwerk ersetzt.
Die gegenüber der Kanzel hängende lebensgroße Kreuzgruppe wurde wohl am Ende des 15. Jahrhunderts gefertigt, aber im Laufe der Zeit immer wieder verändert, so dass es heute schwer ist, den ursprünglichen Zustand zu erkennen. Weitere Kunstwerke sind eine Holzfigur der Maria Magdalena vom Anfang des 16. Jahrhunderts, ein Sandsteinepitaph von 1586 und die beiden Kronleuchter aus der ersten Hälfte des 18. Jahrhunderts.
An der Ostwand befindet sich hinter dem Altar die Sakristei. Sie ist räumlich nicht deutlich vom Kirchenschiff getrennt, sondern nur durch eine schmale Wand abgetrennt.
Gedenktafeln für die Gefallenen der Kriege von 1848, 1870/71 und des Ersten Weltkriegs gibt es zu beiden Seiten der Kanzel und an der Empore.

## Glocken
Seit dem späten 16. Jahrhundert finden sich in den Kirchenbüchern Aufzeichnungen zu verschiedenen Glocken. Von allen alten Glocken blieb nach dem Zweiten Weltkrieg nur noch eine kleine Läuteglocke in der Kirche, alle anderen wurden zu Rüstungszwecken eingezogen. Eine von ihnen wurde nach Kriegsende auf dem Hamburger Glockenfriedhof wieder aufgefunden und nach Bramstedt zurückgebracht. Es ist eine mittelgroße Bronzeglocke von 1594 mit Inschrift und Fries aus der Werkstatt des Gießers Bartholomäus Korkow. 1953 kam eine weitere Bronzeglocke, die ehemalige Rathausglocke aus Czerwieńsk, als sogenannte Patenglocke in die Kirche. 1955 vervollständigten drei Stahlglocken aus der Gießerei des Bochumer Vereins das Geläut wieder. Heute besitzt die Kirche insgesamt fünf Glocken, zwei alte Bronze- und drei moderne Stahlglocken.

## Orgel

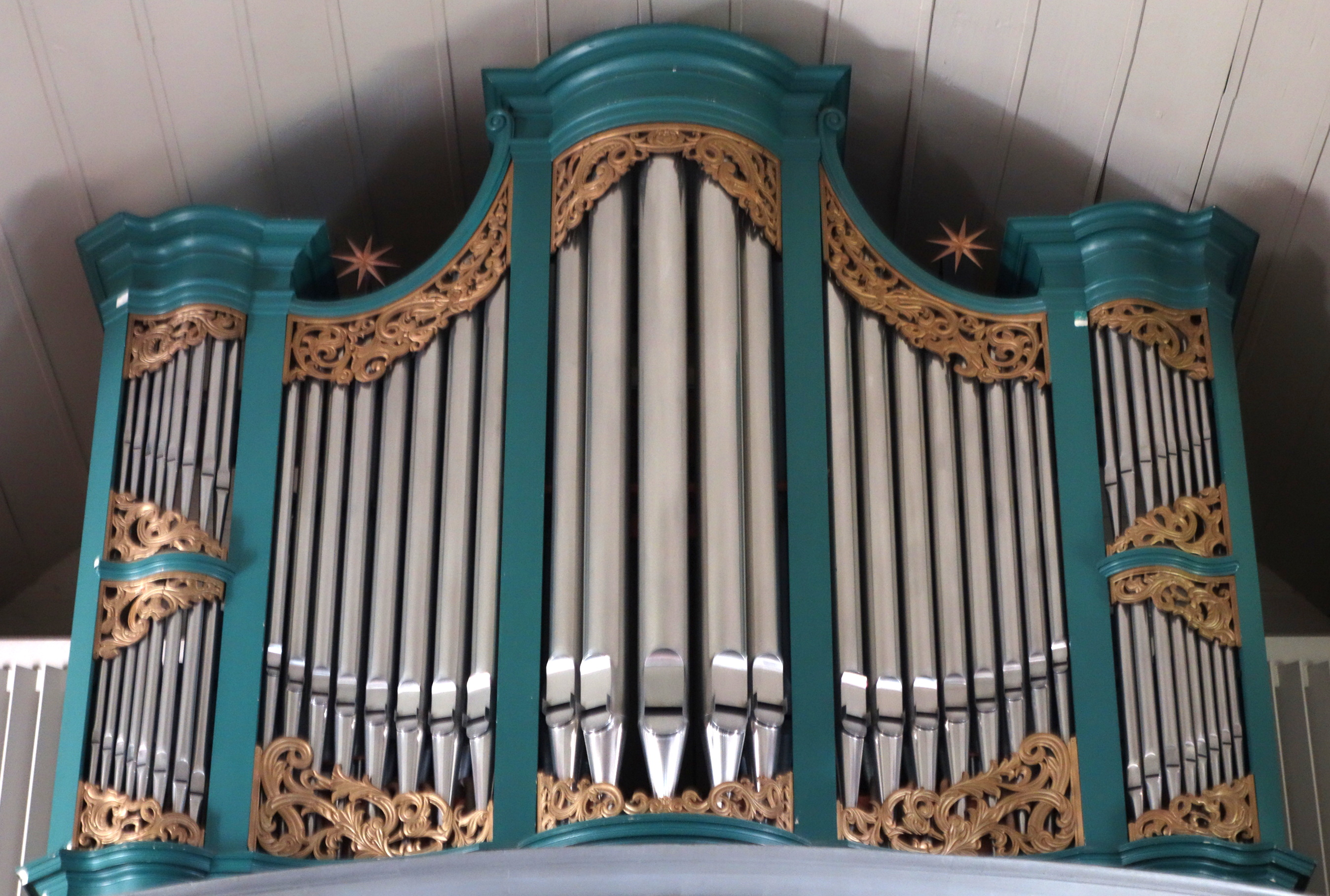
Orgelprospekt

Die heutige Orgel ist das aktuelle Instrument aus einer langen Reihe von Orgeln der Kirche. Die erste urkundliche Erwähnung einer Orgel gibt es im Jahre 1573, Ersatzbauten wurden 1667 und 1701 vorgenommen. Der Neubau von 1845 ist ein Werk der Orgelbauer Wohlien, dessen Prospekt noch im Wesentlichen erhalten ist. Das Orgelwerk selber erfuhr 1917, 1925 und 1936 diverse Änderungen. Einen kompletten Neubau des Werkes unter Verwendung verschiedener alter Register führte 1970 die Firma Paschen durch. Das Instrument wurde 2010 durch Orgelbau Quathamer renoviert und modernisiert.
Die Disposition (Stand 1974) lautet wie folgt:
| I Hauptwerk C– |             |       |
| 1.             | Pommer      | 16′   |
| 2.             | Prinzipal   | 8′    |
| 3.             | Rohrflöte   | 8′    |
| 4.             | Oktave      | 4′    |
| 5.             | Koppelflöte | 4′    |
| 6.             | Quinte      | 2 ⁄3′ |
| 7.             | Gemshorn    | 2′    |
| 8.             | Mixtur IV–V |       |
| 9.             | Trompete    | 8′    |

| II Schwellwerk C– |              |    |
| 10.               | Gedackt      | 8′ |
| 11.               | Quintatön    | 8′ |
| 12.               | Prinzipal    | 4′ |
| 13.               | Gedacktflöte | 4′ |
| 14.               | Oktave       | 2′ |
| 15.               | Terzian II   |    |
| 16.               | Scharff IV   |    |
| 17.               | Krummhorn    | 8′ |
|                   | Tremulant    |    |

| Pedal C– |                |     |
| 18.      | Subbass        | 16′ |
| 19.      | Prinzipal      | 8′  |
| 20.      | Gedackt        | 8′  |
| 21.      | Choralflöte    | 4′  |
| 22.      | Schwiegel      | 2′  |
| 23.      | Rauschbass III |     |
| 24.      | Mixtur IV      |     |
| 25.      | Posaune        | 16′ |
| 26.      | Trompete       | 8′  |
| 27.      | Regal          | 4′  |

- Koppeln: II/I, II/P, I/P
- Zimbelstern

## Fotografien und Karte
Koordinaten: 53° 55′ 13″ N, 9° 52′ 57″ O

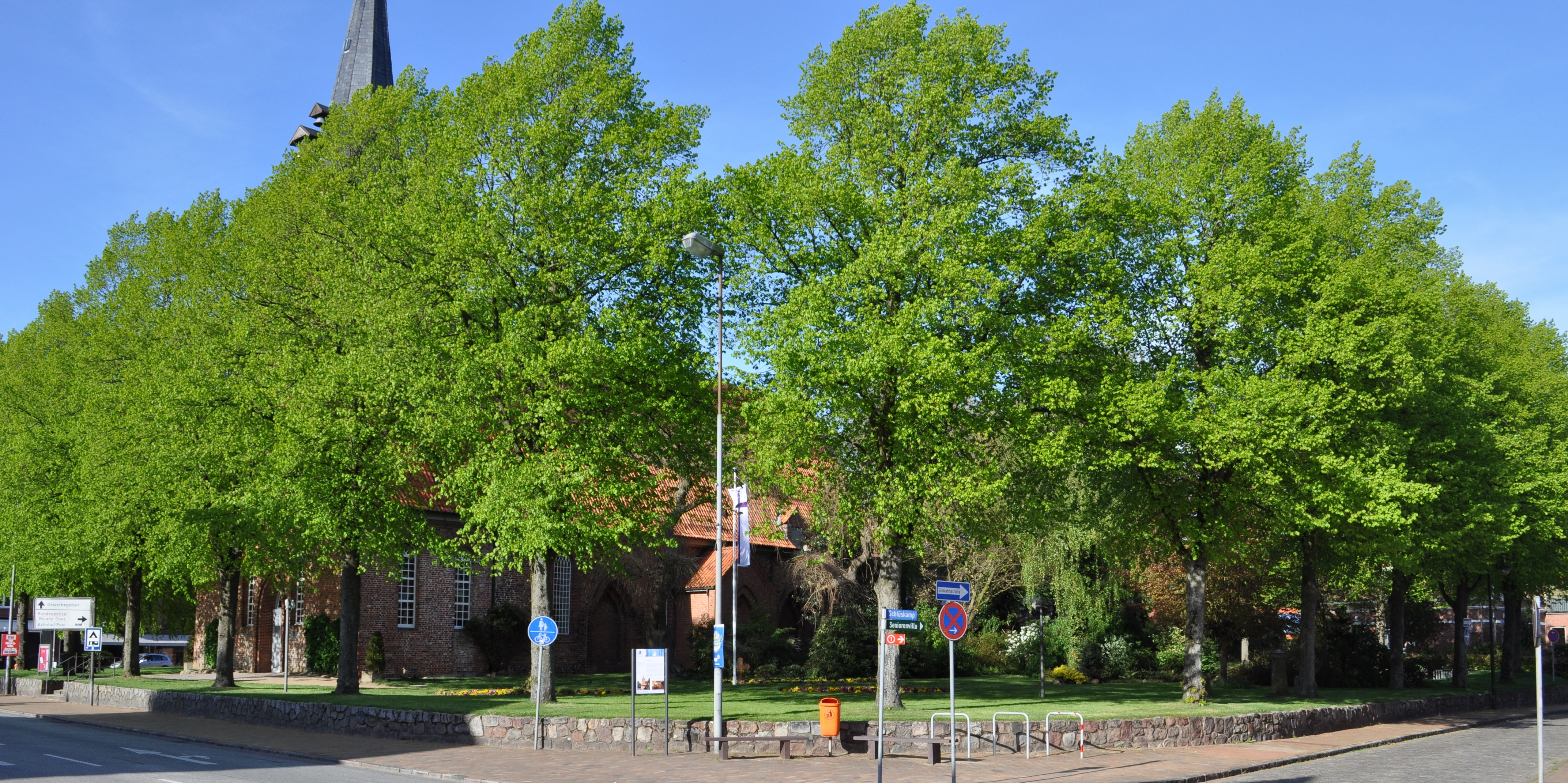
Ansicht des Lindenkranzes um Kirche und Kirchhof
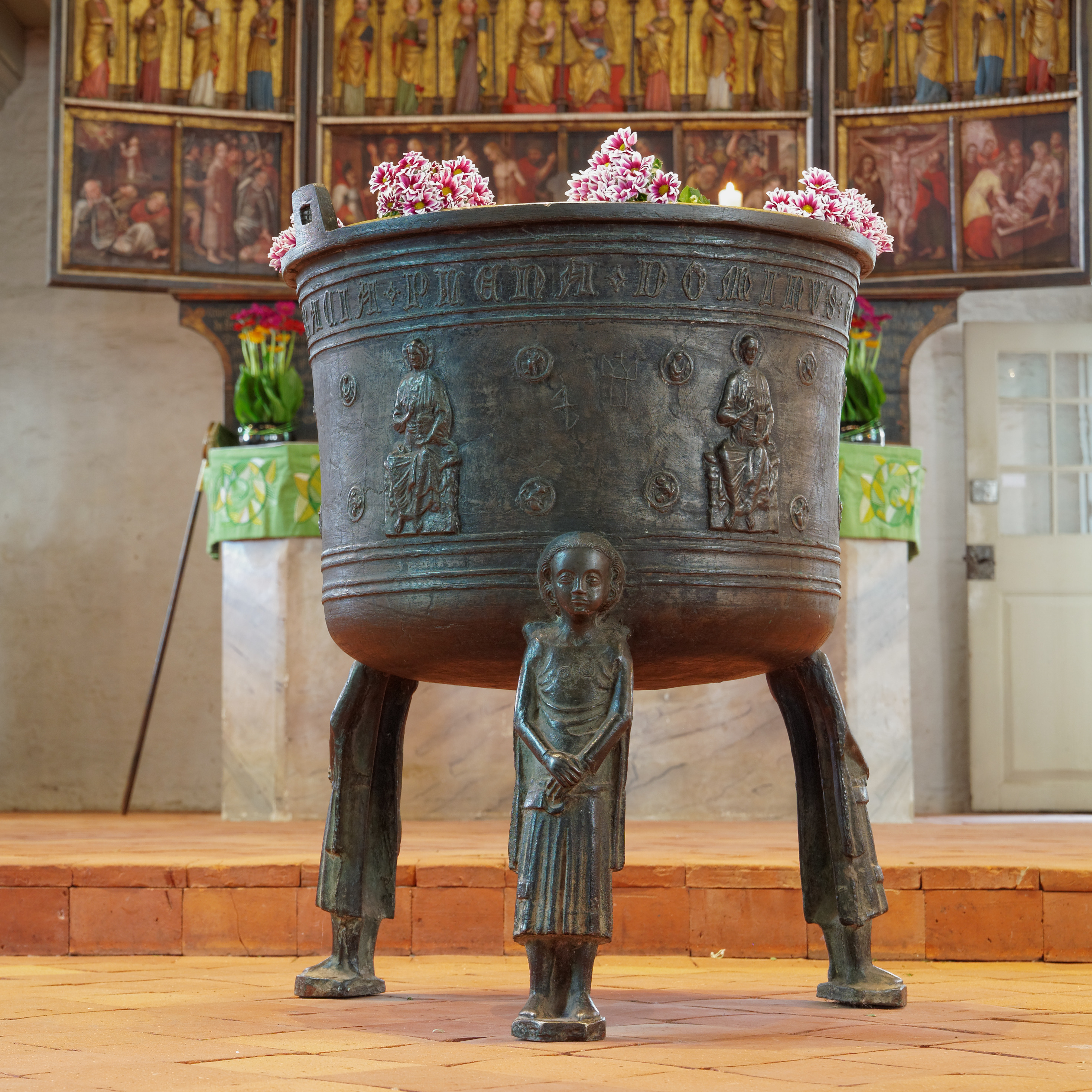
Tauffünte mit Altar im Hintergrund
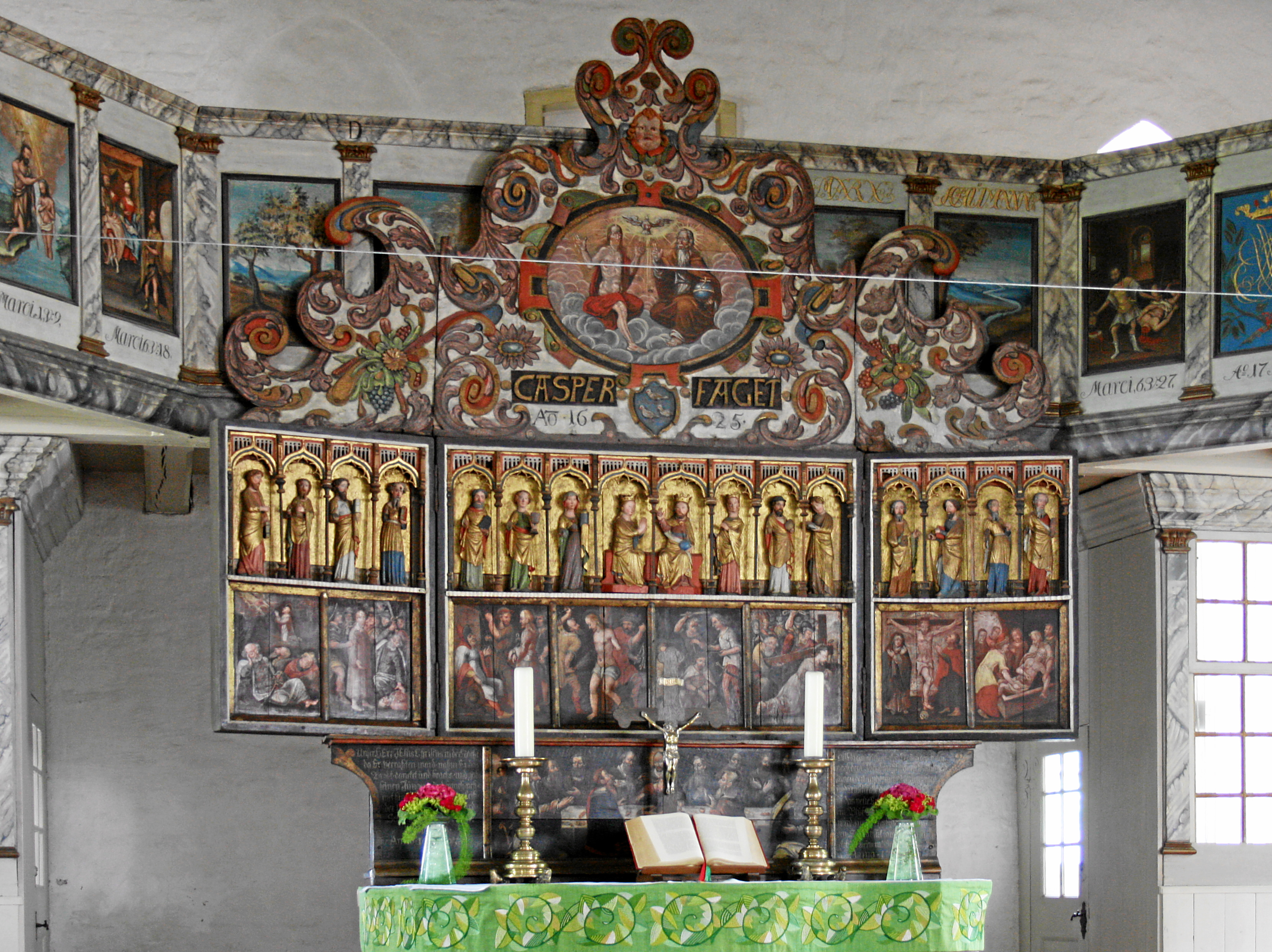
Altar
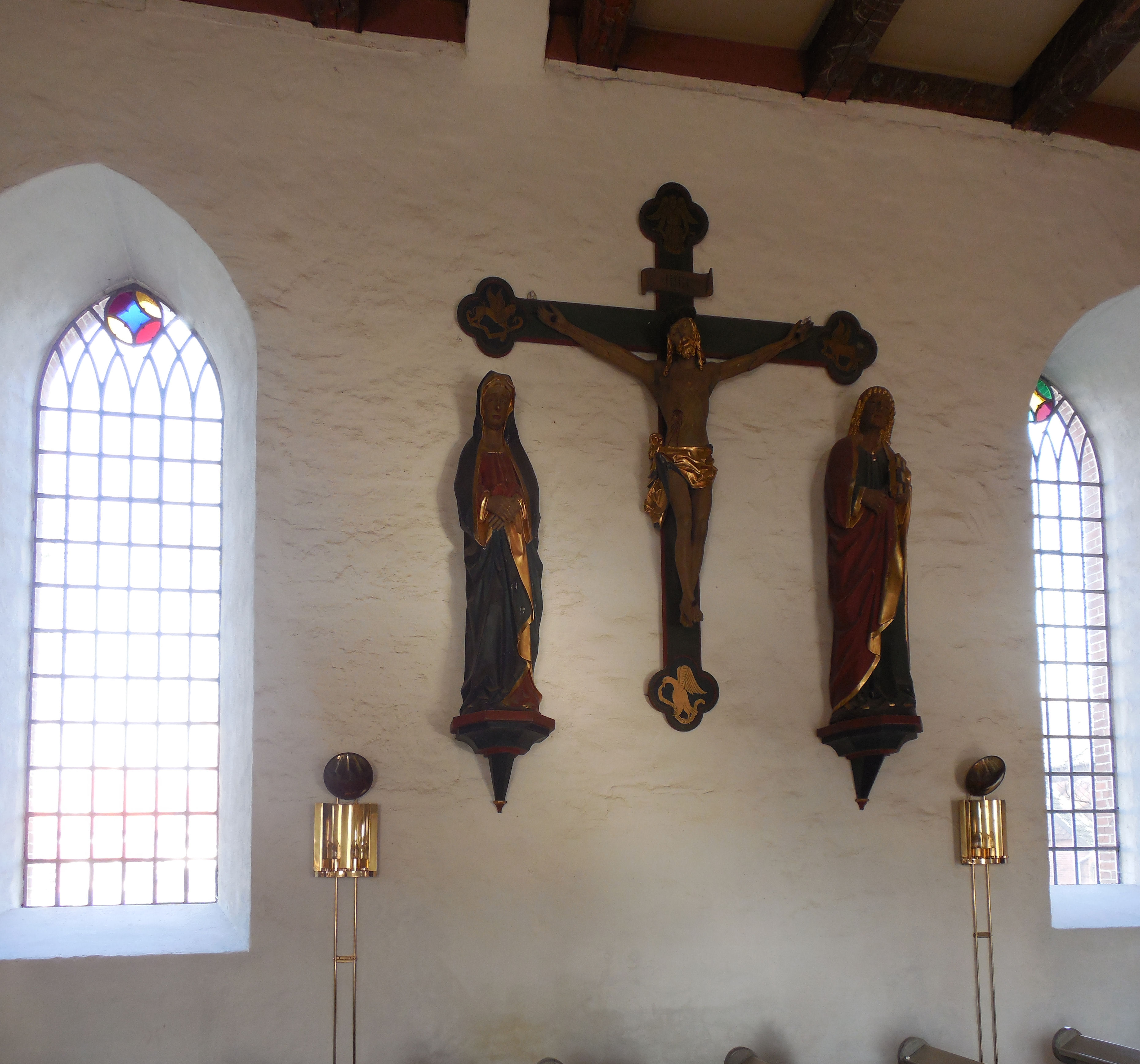
Kreuzigungsgruppe
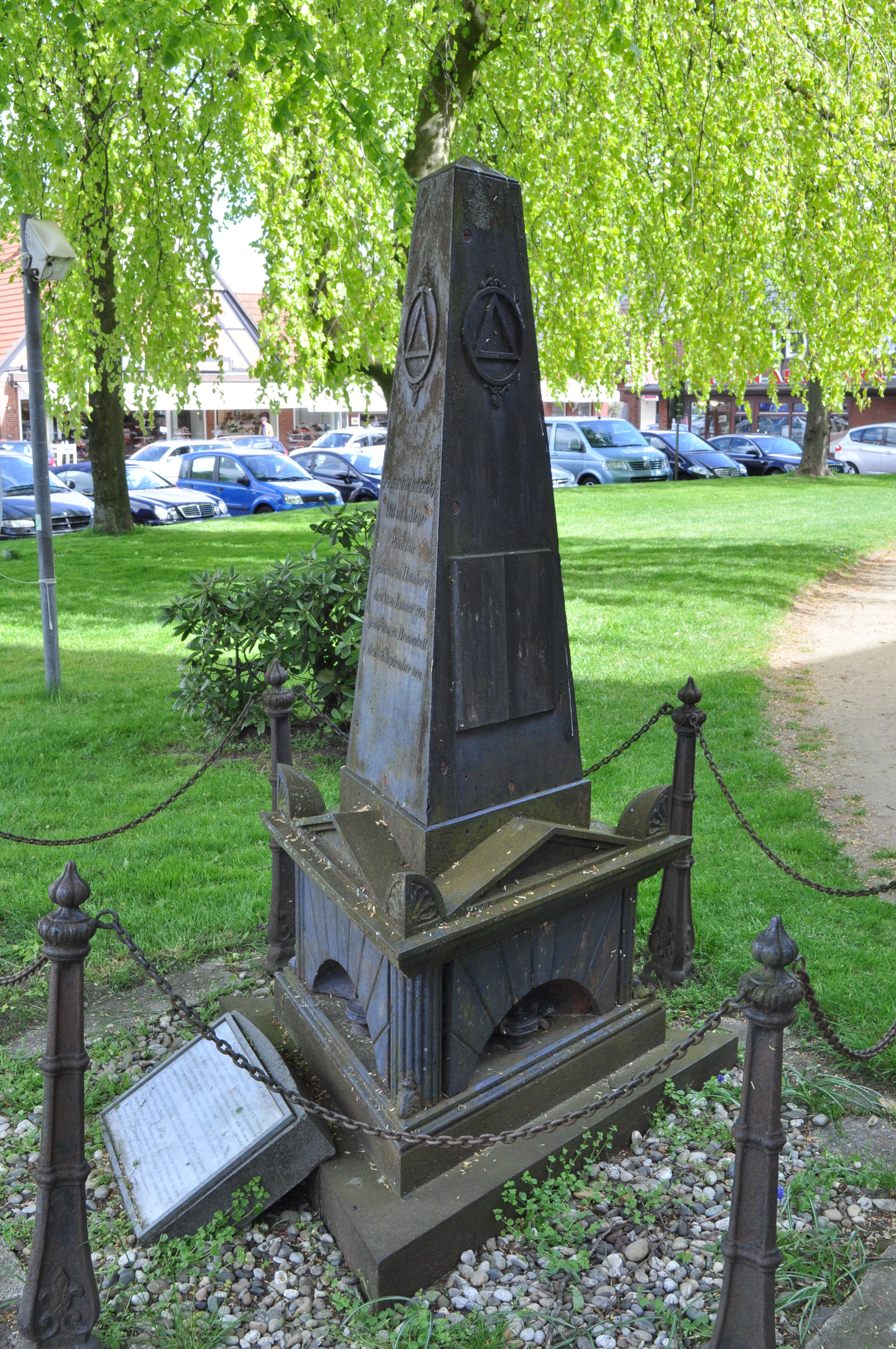
Historisches Grabmal auf dem Kirchhof